# Dr Yogami från London
Dr Yogami från London (eng. Werewolf of London) är en amerikansk skräckfilm från 1935 i regi av Stuart Walker, med Henry Hull, Warner Oland, Valerie Hobson och Lester Matthews i rollerna. Filmen var den av de första stora Hollywoodfilmerna med varulvar.

## Handling
Wilfred Glendon (Henry Hull) är en rik och välkänd engelsk botanist som 1935 färdas till Tibet på jakt efter en sällsynt asiatisk blomma. Under sin resa blir an attackerad och biten av en varelse som senare visar sig vara en varulv. Han lyckas dock hitta ett exemplar av växten han söker. När han väl är tillbaka i London träffar han en annan botanist, Dr. Yogami (Warner Oland), som berättar för Glendon att bettet från varulven kommer att få honom att själv bli en varulv, men att den mystiska blomman är ett tillfälligt motgift mot sjukdomen.

## Rollista
| Henry Hull          | – Dr. Glendon         |
| Warner Oland        | – Dr. Yogami          |
| Valerie Hobson      | – Lisa Glendon        |
| Lester Matthews     | – Paul Ames           |
| Lawrence Grant      | – Sir Thomas Forsythe |
| Spring Byington     | – Miss Ettie Coombes  |
| Clark Williams      | – Hugh Renwick        |
| J.M. Kerrigan       | – Hawkins             |
| Charlotte Granville | – Lady Forsythe       |
| Ethel Griffies      | – Mrs. Whack          |
| Zeffie Tilbury      | – Mrs. Moncaster      |
| Jeanne Bartlett     | – Daisy               |

## Makeup
Jack Pierces första design för varulven var identisk som den Lon Chaney Jr. senare använde i Varulven (1941), men förslaget förkastades och istället använde man en mer minimalistisk variant där man lättare såg ansiktsuttrycken. Hull var dessutom ovillig att undergå flera timmar av makeup varje dag.

## TV-visningar
Filmen visades sommaren 1972 (26 juli) på TV1, som del av en visningsserie med klassiska skräck- eller monsterfilmer på Sveriges Radio-TV. År 1982 repriserades den på TV2.